# El santo prepucio
El santo prepucio es una obra teatral cómica de corta duración coescrita por los dramaturgos Julián Quintanilla y José Ignacio Valenzuela. Tuvo su estreno en 2015 en la ciudad de Miami, Estados Unidos.

## Argumento
La madre superiora de un convento y una monja novicia encuentran lo que parece ser la reliquia del Santo Prepucio de Jesús de Nazaret. Para salvar a su convento de la pobreza y el hambre, deciden aprovecharse del hallazgo y empiezan a vender reliquias falsas a los devotos.

## Censura en Ecuador
La obra tuvo su estreno en febrero de 2017 en Guayaquil, Ecuador, sin acarrear ningún incidente. Sin embargo, su estreno en enero de 2018 en la ciudad ecuatoriana de Samborondón generó protestas por parte de decenas de fanáticos religiosos que se oponían a la presentación de la misma por considerarla "blasfema", y quienes contaron con el apoyo del arzobispo de Guayaquil, Luis Cabrera Herrera. El comisario segundo de la ciudad ingresó de forma violenta junto a los protestantes al teatro donde iba a presentarse la obra y clausuró el sitio, alegando que no contaba con los permisos en regla para funcionar. El hecho se convirtió en tendencia en redes sociales por parte de usuarios que condenaron la clausura del teatro como un acto de censura. Distintos artistas ecuatorianos presentaron a su vez un comunicado en el que rechazaban el hecho y defendían el laicismo y la libertad de expresión.
El teatro fue reabierto días más tarde y la obra pudo presentarse. Para el nuevo estreno asistió uno de los coautores de la obra, Julián Quintanilla, quien leyó durante el acto un manifiesto en defensa de la libertad artística. Al evento asistieron reconocidas personalidades del teatro y la televisión ecuatorianas, entre ellos Sebastián Cordero, Jaime Tamariz, Luciana Grassi, Carolina Jaume y Marián Sabaté.